# Clan Tomono
Il clan Tomono (伴野氏?,  Tomono-shi) è stato un'importante clan giapponese del periodo Sengoku, presente nella provincia di Shinano.

## Storia
Il clan Tomono dichiarava di discendere dal clan Ogasawara attraverso Ogasawara Nagakiyo. Il clan venne indebolito nel 1285 per coinvolgimenti con Adachi Yasumori. Durante il periodo Sengoku divennero dei vassalli di Takeda Shingen, ma dopo la caduta del clan Takeda nel 1582 divennero servitori dei Tokugawa.